# 萊辛頓大道／51街車站
萊辛頓大道/51街車站（英語：Lexington Avenue/51st Street station）是美國紐約地鐵一個車站複合群，由IRT萊辛頓大道線和IND皇后大道線共用。位於曼哈頓中城萊辛頓大道和51至53街的交界，設有以下列車服務：
- 6號線與E線列車（任何時候停站）
- M線列車（僅平日停站）
- <6>列車（僅繁忙時段的尖峰方向停站）
- 4號線列車（僅深夜停站）

2015年，此車站複合群以乘客量計算為全紐約地鐵第11位，共有20,479,923名乘客進入車站。有計劃將紐約地鐵第二大道線第三期的55街車站連接此車站複合群。
此站原初為兩個車站，分別為IND的萊辛頓大道-53街車站和IRT的51街車站，現時已經以轉乘通道連接。轉乘通道於1988年萊辛頓大道599號完工後啟用。

## 車站構造
| G                   | 街道               | 出入口 升降機位於52街及萊辛頓大道東北角                                                  |
| B1 萊辛頓大道線月台 | 側式月台，右側開門 | 側式月台，右側開門                                                                       |
| B1 萊辛頓大道線月台 | 北行               | 往佩勒姆灣公園（ 往帕克徹斯特（尖峰時段及日中時段））（59街） · 深夜時往伍德羅恩（59街） |
| B1 萊辛頓大道線月台 | 南行               | 往布魯克林橋-市政府（大中央-42街） · 深夜時往新地段大道（大中央-42街）                   |
| B1 萊辛頓大道線月台 | 側式月台，右側開門 |                                                                                          |
| B2                  | 北行快速           | 不停靠                                                                                   |
| B2                  | 南行快速           | 不停靠                                                                                   |
| B3 皇后大道線月台   | 南行               | 往世界貿易中心（第五大道/53街） · 往大都會大道（第五大道/53街）                          |
| B3 皇后大道線月台   | 島式月台，左側開門 |                                                                                          |
| B3 皇后大道線月台   | 北行               | 往牙買加中心-帕森斯/射手（法庭廣場-23街） · 往森林小丘-71大道（法庭廣場-23街）           |

## IRT萊辛頓大道線月台
51街車站位於IRT萊辛頓大道線，於1918年7月17日啟用，是一個慢車地鐵站，設有兩個側式月台和兩條慢車軌道。兩條快車軌道於日間由4號線與5號線列車使用，穿過下層而且無法從月台上看見。兩個月台都設有通行下層快車軌道的緊急出口。
通往IND皇后大道線的通道位於北行月台的最北端，而南行一側則設有下通道。
月台位於地面以下約25英呎，而車站的全日閘機位於正中央。設有七級的樓梯前往閘機並離開付費區，往布朗克斯一側的樓梯前往萊辛頓大道和東51街交界的東北角或東南角，而往布魯克林橋一側的樓梯前往西北角或西南角。

## IND皇后大道線月台
萊辛頓大道-53街車站位於IND皇后大道線，於1933年8月19日啟用 ，設有一個島式月台和兩條軌道。月台位於地面以下70英呎，因為軌道需要從下方通過所有南北向的地鐵路線。因此，由夾層前往月台需要經過較長的扶手電梯和樓梯A。
軌道牆壁沒有任何瓷磚或馬賽克。車站以東（鐵路北行）路線下通東河前往長島市。

## 外部連結
- Template:NYCsubway ref
- nycsubway.org — Tunnel Vision Artwork by Nina Yankowitz (1989) （页面存档备份，存于）
- nycsubway.org — Passing Through Artwork by Al Held (2004) （页面存档备份，存于）
- Station Reporter — 51st Street/Lexington Avenue Complex
- MTA's Arts For Transit — 51st Street/Lexington Avenue-53rd Street Page 1
- MTA's Arts For Transit — Lexington Avenue-53rd Street Page 2
- nycsubway.org—IND Queens Boulevard Line: Lexington Avenue/53rd Street
- MTA's Arts For Transit — Lexington Avenue–53rd Street
- MTA's Arts For Transit — 51st Street/Lexington Avenue - 53rd Street
- Lexington Avenue and 53rd Street entrance from Google Maps Street View （页面存档备份，存于）
- Lexington Avenue and 52nd Street entrance from Google Maps Street View （页面存档备份，存于）
- Lexington Avenue and 51st Street entrance from Google Maps Street View （页面存档备份，存于）
- Lexington Avenue and 50th Street entrance from Google Maps Street View （页面存档备份，存于）
- Third Avenue and 53rd Street entrance from Google Maps Street View （页面存档备份，存于）
- IND platform from Google Maps Street View （页面存档备份，存于）
- IRT platforms from Google Maps Street View （页面存档备份，存于）
- Lobby from Google Maps Street View （页面存档备份，存于）